# Bloody Sunday
Bloody Sunday (irsk: Domhnach na Fola, på dansk også Den Blodige Søndag) fandt sted den 30. januar 1972 i byen Derry i Nordirland, hvor en række demonstranter under en borgerrettighedsmarch blev beskudt af soldater fra den britiske hær. I alt 14 af demonstranterne døde af skuddene. Begivenheden førte til en optrapning af konflikten mellem katolikker og protestanter i Nordirland. 
Den britiske regering nedsatte i første omgang i 1972 en kommission, Widgerykommissionen, der efter tre uger udsendte en rapport, der frikendte den britiske hær for skyld. Efter mange års pres og klager om mangler i undersøgelsen nedsattes i 1998 en ny kommission, Savillekommissionen, der i 2010 konkluderede, at de britiske soldater havde skudt mod ubevæbnede demonstranter uden varsel og bagefter løjet om begivenhederne for at dække sig. Derpå udsendte den britiske premierminister David Cameron en officiel undskyldning for massakren.
Tragedien er blevet mindet af en lang række kunstnere i tidens løb, bl.a. John Lennon, Paul McCartney og det irske band U2.

## Den blodige søndag
Hændelsen fandt sted den 30. januar 1972 i kvarteret Bogside i byen Derry i Nordirland, hvor 26 demonstranter og tilskuere blev skudt af soldater fra den britiske hær. Tretten mænd, hvoraf syv var teenagere, døde umiddelbart eller kort tid efter og yderligere en mand døde 4½ måned senere som følge af kvæstelserne under skyderiet. To demonstranter kom også til skade, da de blev kørt ned af militærkøretøjer. Fem tilskadekomne var skudt i ryggen.
Hændelsen indtrådte i forbindelse med en march arrangeret af Northern Ireland Civil Rights Association. Soldaterne kom fra 1. bataljon af det britiske faldskærmsregiment. Soldaterne fortalte efterfølgende, at de blev beskudt under anholdelser af deltagere i marchen og derefter skød på deltagere i marchen. Ifølge katolikkerne bar de civile ingen våben, og ingen af soldaterne var blevet beskudt. 

## Eftervirkninger
Efter Bloody Sunday herskede der kaos mellem den engelske regering og katolikkerne i Nordirland. Storbritanniens regering mente ikke længere at Nordirlands regering kunne kontrollere Nordirland, og parlamentet for Nordirland blev derfor lukket. Nedskydningen styrkede Det Provisoriske IRA og førte til en eskalering af den permanente konflikt i Nordirland mellem katolikker og protestanter. En britisk kommission navngivet "Widgerykommissionen" udsendte efter tre ugers arbejde en rapport om hændelserne på Bloody Sunday, der konkluderede, at de britiske soldater var blevet beskudt først, og at der ikke var "nogen grund til at formode", at de ellers ville have åbnet ild. Der var imidlertid forskellige mangler i kommissionens rapport, som bl.a. ikke havde bedt hverken de sårede demonstranter eller andre øjenvidner om at afgive forklaring. Rapporten blev derfor i vide kredse betragtet som en hvidvaskning af den britiske hærs rolle.
Ofrenes slægtninge og mange irsksindede nationalister arbejdede i mange år for at få en ny undersøgelse af nedskydningen. I 1997 afleverede den irske regering en detaljeret 178-siders rapport til sin britiske modpart med en række ikke tidligere undersøgte vidneudsagn og en kraftig undsigelse af Widgeryrapporten. Den britiske regering meddelte derpå efter syv måneders granskning, at der har været mangler i Widgeryrapporten, og at den ville foranstalte en ny uafhængig juridisk undersøgelse af begivenhederne, ledet af den britiske Law Lord, Lord Saville, og to dommere fra andre Commonwealth-lande.
12 år senere aflagde Saville-kommissionen sin rapport. Den konkluderede, at ingen af de dræbte havde været bevæbnede, og at den britiske hær havde skudt mod demonstranterne uden varsel, hvorefter de britiske soldater efterfølgende havde løjet for at dække over sig. Savillekommissionens offentliggørelse førte til, at den konservative britiske premierminister David Cameron gav en officiel undskyldning for nedskydningen.

## Reaktioner fra kunstnere
Tragedien blev mindet af både John Lennon og Paul McCartney i sangene: Give Ireland Back to the Irish (McCartney) og "Sunday Bloody Sunday" fra 1972 (Lennon) samt "The Luck of the Irish" fra 1971 (Lennon). McCartneys sang var en af de af hans solosange, der blev forbudt af BBC. Lennons sang, "Sunday Bloody Sunday", blev fremført af de irske band The Wolfe Tones i 2004.
Senere blev hændelsen mindet af det irske band U2 i deres protestsang fra 1983 "Sunday Bloody Sunday" på War-albummet.
Mange bands er derefter blevet inspireret af disse kunstnere og nogle har f.eks. taget brug af U2's sang "Sunday Bloody Sunday", og lavet deres egen version, som det amerikanske band Paramore f.eks. har gjort.